# Ippocrate (film)
Ippocrate (Hippocrate) è un film del 2014 diretto da Thomas Lilti.

## Trama
Benjamin Borois è un giovane medico che inizia il suo tirocinio presso l'ospedale diretto dal padre, il prof. Borois. All'inizio è entusiasta, ma ben presto si scontra con la dura realtà della vita in ospedale. Qui incontra un altro medico tirocinante, di origini algerine, con il quale ha un rapporto conflittuale. Durante un turno di notte, Benjamin viene chiamato al capezzale di un paziente, Michel Lemoine, che soffre di dolori addominali. Benjamin, a causa dei malfunzionamenti di alcuni macchinari, non può fare un elettrocardiogramma, e si limita a prescrivere degli analgesici all'uomo. La mattina dopo viene informato che l'uomo è morto. Benjamin viene convocato, per fare il punto dell'accaduto, dalla dottoressa Denormandy,  responsabile del reparto. Il giovane medico riferisce di non essere stato in grado di fare esami più approfonditi per la mancanza di strumentazioni. La dottoressa, per difendere la  reputazione dell'ospedale, gli chiede, qualora gli venisse richiesto, di rispondere di aver eseguito l'esame e di non avere riscontrato o visto nulla di anomalo. Un giorno, Benjamin e Abdel devono occuparsi di Madame Richard, una donna di 88 anni, con diagnosi di cancro metastatizzato, a cui si è rotto il femore. Dopo aver discusso sulle cure più opportune da somministrare alla paziente, Abdel decide di installare una pompa di morfina per alleviare i dolori alla donna. Abdel si oppone alla dottoressa Denormandy, che non approva questa procedura e, costretto, accetta che venga rimossa la pompa. Durante un turno di notte, Benjamin viene chiamato a seguito del peggiorare dello stato di salute di Madame Richard. Ma, una volta giunto al capezzale della donna, trova i colleghi della rianimazione che le hanno fatto superare una crisi cardiaca. Ciò fa andare su tutte le furie Benjamin. Quando la famiglia dell'anziana giunge in ospedale, Abdel e Benjamin, discutono con loro riguardo la possibilità di porre fine alla vita della paziente. La proposta viene accettata dai congiunti che sperano di porre fine alle sofferenze della donna. Questo fatto fa scattare un'azione disciplinare per i due medici. Dopo la discussione, viene deciso di non sanzionare Benjamin, ma di inserire nel fascicolo personale di Abdel una denuncia di colpa, fatto questo che gli impedirà di svolgere altri tirocini e metterà fine alla sua carriera di medico. Benjamin, che nel frattempo è divenuto amico di Abdel, è sconvolto dalla decisione e proclama, invano, di essere l'unico responsabile dell'accaduto. Una sera, Benjamin, ubriaco, si reca dalla vedova di Lemoine e la informa di non avere eseguito tutti gli esami necessari che avrebbero potuto impedire la morte del marito. Si reca, quindi, in ospedale dove inizia a distruggere attrezzature e a disturbare gli altri pazienti. Mentre se ne sta andando, viene investito da un'auto e ricoverato in gravissime condizioni. Nel frattempo, l'ex moglie di Lemoine ha sporto denuncia per la morte del marito. A questo punto il personale medico e paramedico, si ribella contro il direttore dell'ospedale, esasperato a causa delle difficoltà che deve affrontare nell'esercizio della professione, dovute alla mancanza di personale e di apparecchiature, fattori che portano a commettere errori e impediscono di lavorare in modo corretto. La rivolta porta alla sospensione della sanzione di Abdel. Benjamin, intanto, si è ripreso ed è felice di sapere che Abdel potrà continuare a fare il medico. Quanto a lui, viene assegnato ad un nuovo reparto, quello di neurologia, dove ritrova l'entusiasmo degli inizi.